# 你的世界
你的世界是香港歌手林家謙的首支國語單曲。作為《L*underground》巡迴演唱會一個月紀念，於2023年11月22日晚上9時正由（TLP）數位發行，MV同日亦推出，為林家謙2023年第5首單曲。此曲為鄧小巧可惜你是個人同曲異詞作品。

## 製作
你的世界 是林家謙在2015年時就寫好的，當時創作即是以國語歌詞為發想，歌曲的主旋律G大調每小節4拍，帶有平均似心跳律動節奏的140BPM。2017年時由周耀輝填上粵語詞成為意境相反的可惜你是個人，先給了鄧小巧演唱。林家謙在2019年出道記者會的訪談中，曾提到目前的作品裡最喜歡的是這首歌曲。2023年演唱會期間在飛往英國的飛機上，合作的導演提議在英國拍攝MV，當時覺得這首歌的意境很合適，時機到了，順便完成這個企劃。
將這首歌拿回來及實現重唱，除了因是有在準備發行國語專輯的想法，另一方面想讓大家聽到給其他歌手先唱的歌曲最初的模樣，於是第4張粵語專輯ISFP裡收入了這首唯一的國語歌曲。
給鄧小巧演唱的粵語版本，林家謙在L*underground Live at O2演唱會上重新演繹，將「人」三部曲萬一你是個好人 、怪我只敢做好人以及可惜你是個人連成線完整演出。

## 資料來源
1. ↑  . 903專業推介. 2023-12-23  [2025-02-22] （中文（香港））.
2. ↑  林家謙 Terence Lam [@terencelam0903]. . 2023-11-21  [2024-03-03] –Instagram （中文（香港））.
3. ↑  林家謙 Terence Lam [@terencelam0903]. . 2023-11-23  [2024-03-03] –Instagram （中文（香港））.
4. 1 2  . 聲活圈 Sound Of Life.   [2025-02-22]. （原始内容存档于2025-02-20） （中文（香港））.
5. 1 2  林家謙 Terence Lam [@terencelam0903]. . 2023-11-22  [2025-03-03] –Instagram （中文（香港））.
6. 1 2  . BOW吹音樂. 2025-01-21  [2025-02-19]. （原始内容存档于2025-01-21） （中文）.
7. ↑  . SONG BPM.   [2025-02-22].
8. ↑  . 搜狐網. 2020-02-22  [2025-02-22] （中文（简体））.
9. ↑  . Patreon. 2022-08-31  [2025-02-22] （中文（香港））.

## 外部參考
- . KKBOX.   [2025-02-22].